# Dhu ul-Qá'dah

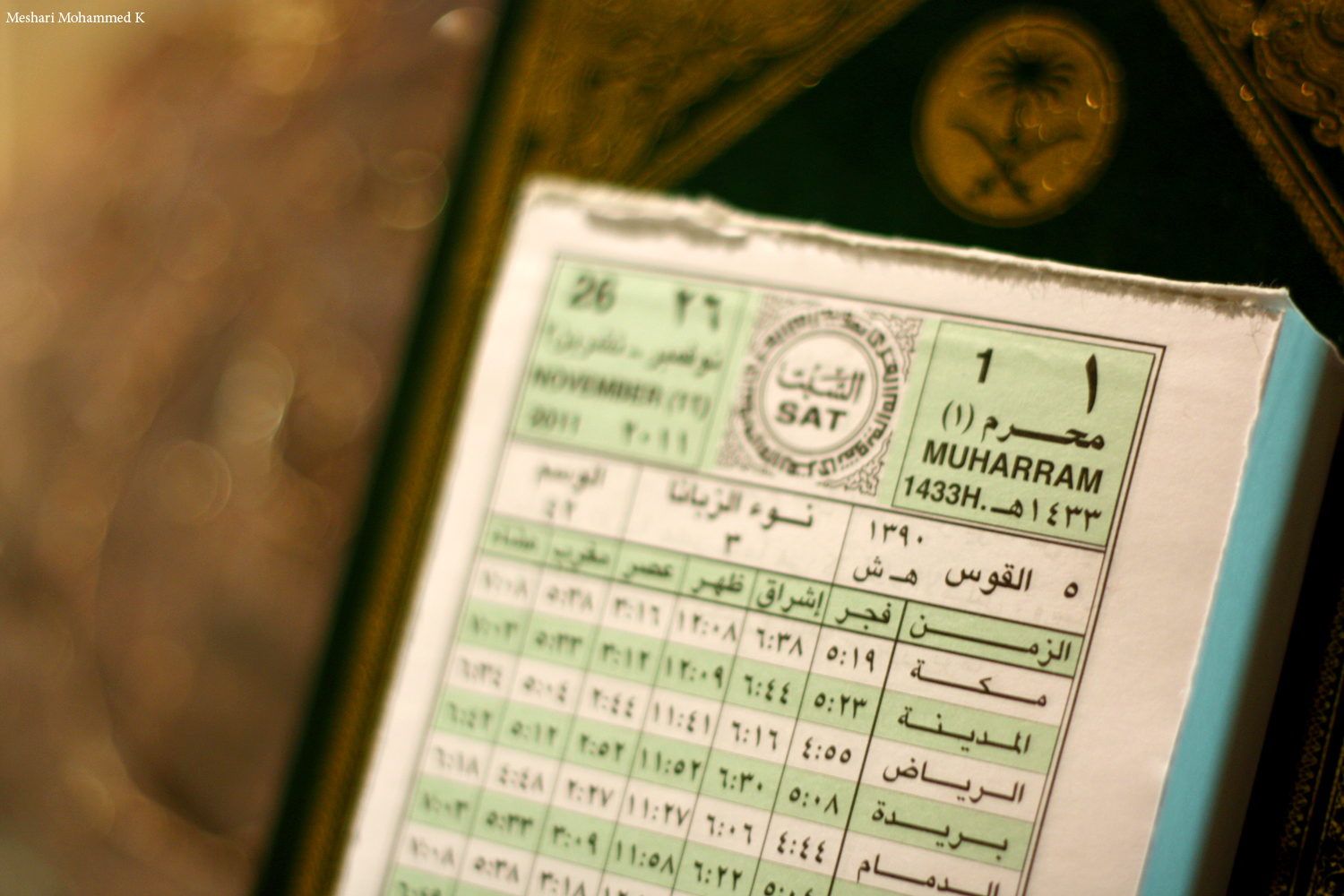
Calendario árabe

Dhu ul-Qá‘dah o Du ul-Qaada (en árabe, ذو القعدة ḏū l-qaʿdah, transcrito también Dhu al-Qaada, Du l-Qada, etc.) es el undécimo mes del calendario musulmán. Tiene 30 días.

## Coincidencia con el calendario gregoriano
El calendario islámico es lunar. Los meses comienzan cuando es visible el primer cuarto creciente después de la luna nueva, es decir, un par de días después de ésta. El año en el calendario lunar es 11 o 12 días más corto que en el calendario solar, por lo que las fechas del calendario musulmán no coinciden todos los años con las fechas del calendario gregoriano, de uso universal, dando la impresión de que el año musulmán se desplaza sobre el año cristiano. Las próximas fechas previstas para el mes de du l-qaada son:
- Dhu l-qa‘da del año 1427 de la Hégira: del 22 de noviembre al 21 de diciembre de 2006.
- Dhu l-qa‘da del año 1428 de la Hégira: del 11 de noviembre al 10 de diciembre de 2007.
- Dhu l-qa‘da del año 1429 de la Hégira: del 31 de octubre al 29 de noviembre de 2008

- Datos: Q150853
- Multimedia: Dhu al-Qidah / Q150853